# Paashaas

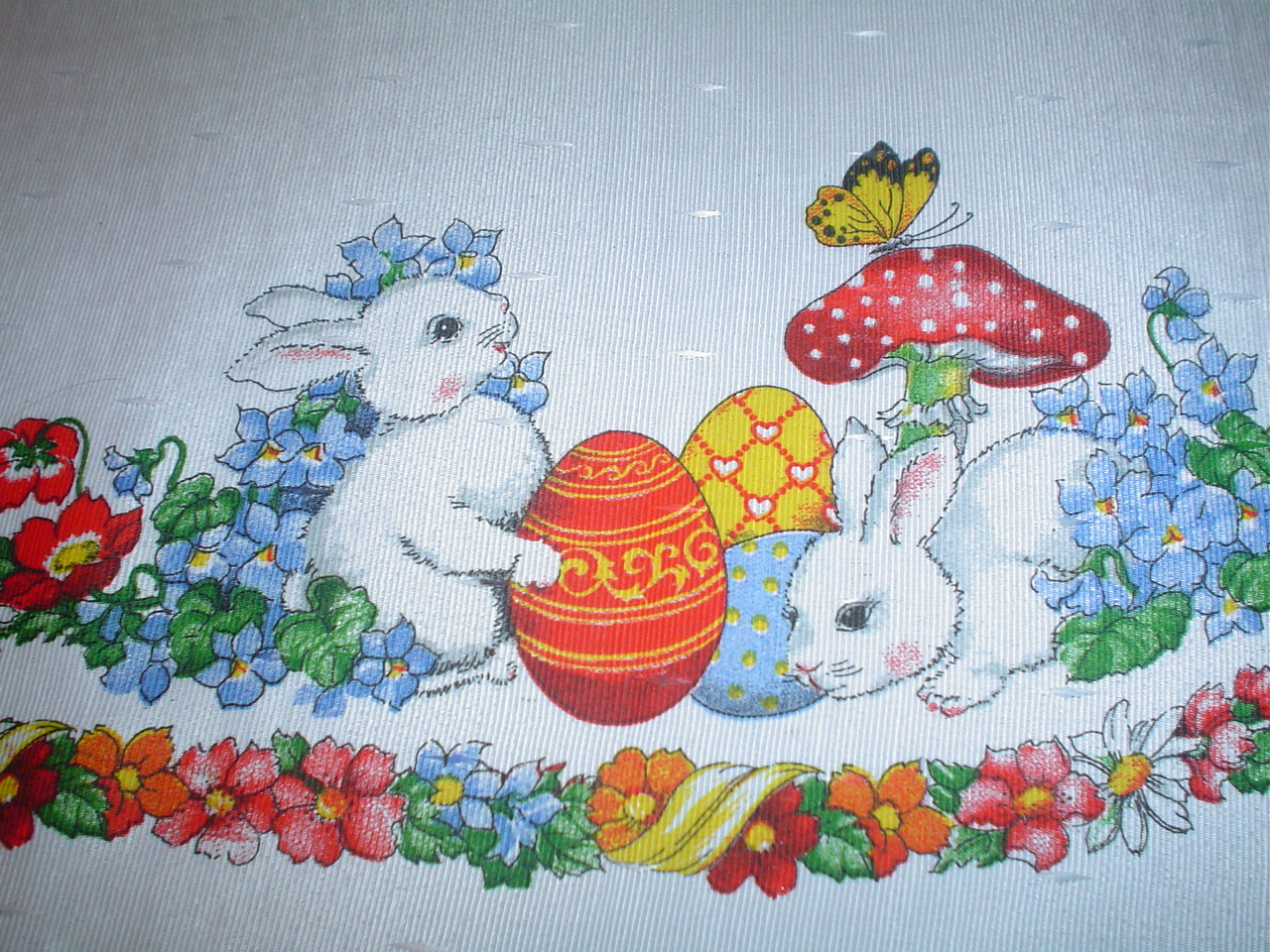
Paashaas en paaseidecoratie

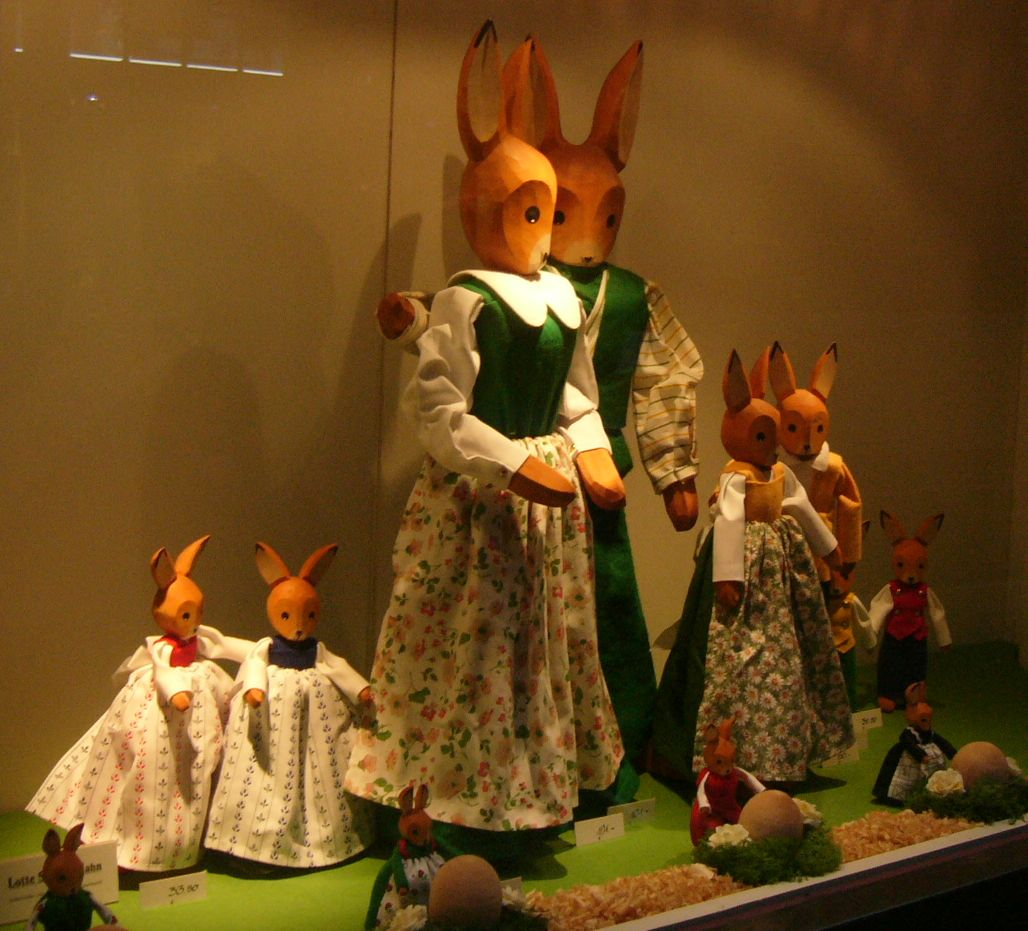
Een familie van houten paashazen in Bremen

De paashaas is een fictieve haas die rond Pasen actief is. De paashaas komt volgens negentiende-eeuwse aannames voort uit een Germaanse traditie voor het vieren van de lente en het nieuwe leven.
De haas speelt een prominente rol in paassprookjes. Hij is, naast eieren, een belangrijk attribuut van het niet religieus paasfeest. Er zijn onder andere beeldjes van chocolade en velerlei andere afbeeldingen van het dier. De haas is een belangrijk marketinginstrument voor de paasverkopen.

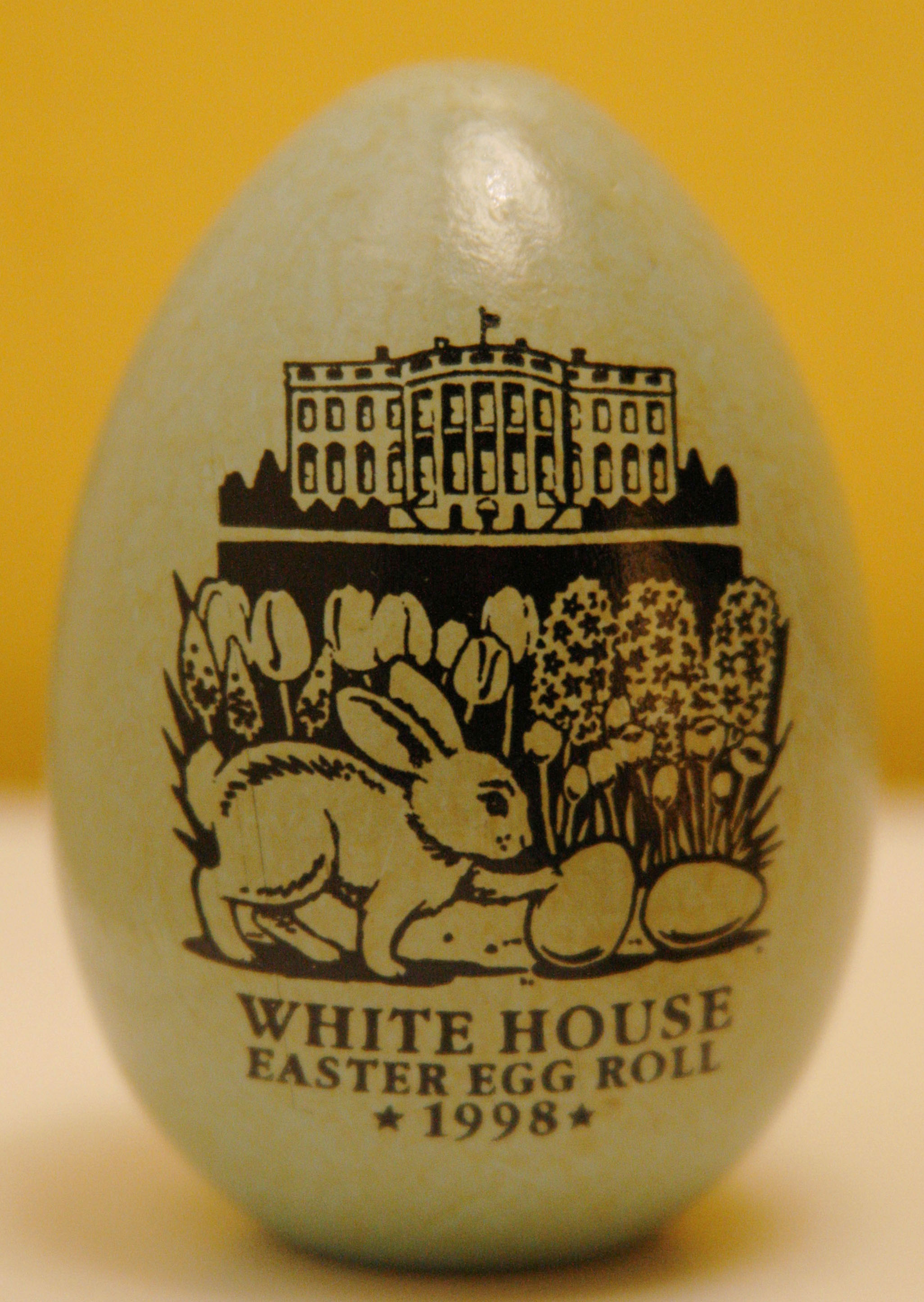
White House Easter Egg Roll

In Nederland heeft de haas een mandje op zijn rug met daarin paaseieren. Kinderen wordt verteld dat de paashaas deze verstopt, bijvoorbeeld in de tuin of op het balkon tussen de planten. In werkelijkheid wordt dit gedaan door de ouders. Een speurtocht naar die eieren op paasmorgen hoort bij deze traditie. Het betreft vaak eieren gemaakt van chocolade.
Rooms-katholieken vertelden hun kinderen dat de paaseieren door de paasklokken gebracht werden. De kerkklokken gingen na het luiden tijdens de mis op Witte Donderdag naar Rome om er de paaseieren op te halen. Ze kregen vleugeltjes en vlogen zo door de lucht. Omdat dit de protestanten niet aansprak kreeg de paashaas bij hen de rol van eierbrenger.

## Oorsprong
De kerk zou Pasen over een heidens voorjaarsfeest heen hebben geplaatst, in een poging dit feest te kerstenen. Deze theorie rondom de Germaanse mythologie is opgekomen in de Romantiek. Tegenwoordig gaat men er echter van uit dat de kennis van die mythologie is gebaseerd op allerlei twijfelachtige reconstructies en speculaties. Veel van deze opvattingen komen uit populaire publicaties die door de serieuze wetenschap al lang zijn opgegeven.
De paashaas is een verzonnen kinderritueel, met een pedagogisch karakter. Hij schenkt oorspronkelijk slechts eieren aan kinderen die zich goed gedragen. Via een vertaald Duits boek was de paashaas in ieder geval in 1825 in Nederland bekend. In 1961 wordt de paashaas als 'nieuwe' traditie genoemd door volkskundige S.J. Van der Molen. Mogelijk is het gebruik van de paashaas eveneens door Duitse migranten naar Nederland gebracht, zoals ook de kerstboom door Duitsers in Nederland is geïntroduceerd. In Duitsland wordt de paashaas namelijk al in 1682 genoemd. Die kreeg het voor elkaar om gekleurde eieren te leggen.
De door de Gebroeders Grimm veronderstelde Germaanse vruchtbaarheidsgodin Eastra, waarvan het bestaan allerminst zeker is, die in overgeleverde mythologieën als half-krankzinnig en soms even bloeddorstig als vrijgevig is geafficheerd, vertoonde zich op aarde vaak in de vorm van een haas. Met name als de ‘gekke’ maartse haas in het paarseizoen aan het begin van de lente. Het christelijke Pasen was in deze contreien oorspronkelijk haar lentefeest. Pasen heet in het Engels ook nog steeds naar deze godin ‘Easter’. Vandaar dat nog steeds de heidense haas in het van origine christelijke Pasen figureert. De woorden Ōstarūn en Ēostron en hun moderne equivalenten Ostern en Easter hebben dezelfde oorsprong, en zijn afgeleid van het Oergermaanse woord voor het oosten. Al deze vormen gaan terug op Oergermaans *austrōn-[2], dat zelf nauw verwant is met het Litouwse woord voor dageraad, aušrà. Vanuit taalkundig oogpunt lijkt het lentefeest dus vernoemd naar het opkomen of terugkeren van de zon.

## Varianten
In plaats van een haas is er een haan in Beieren, een kip in Tirol, een vos in Thüringen en in Westfalen en een koekoek in Hannover.

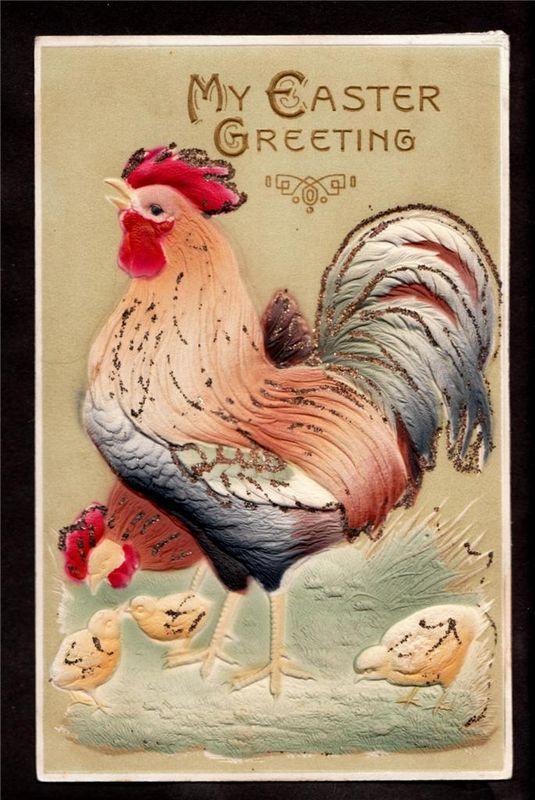
Een haan, kip en kuikens, 1915
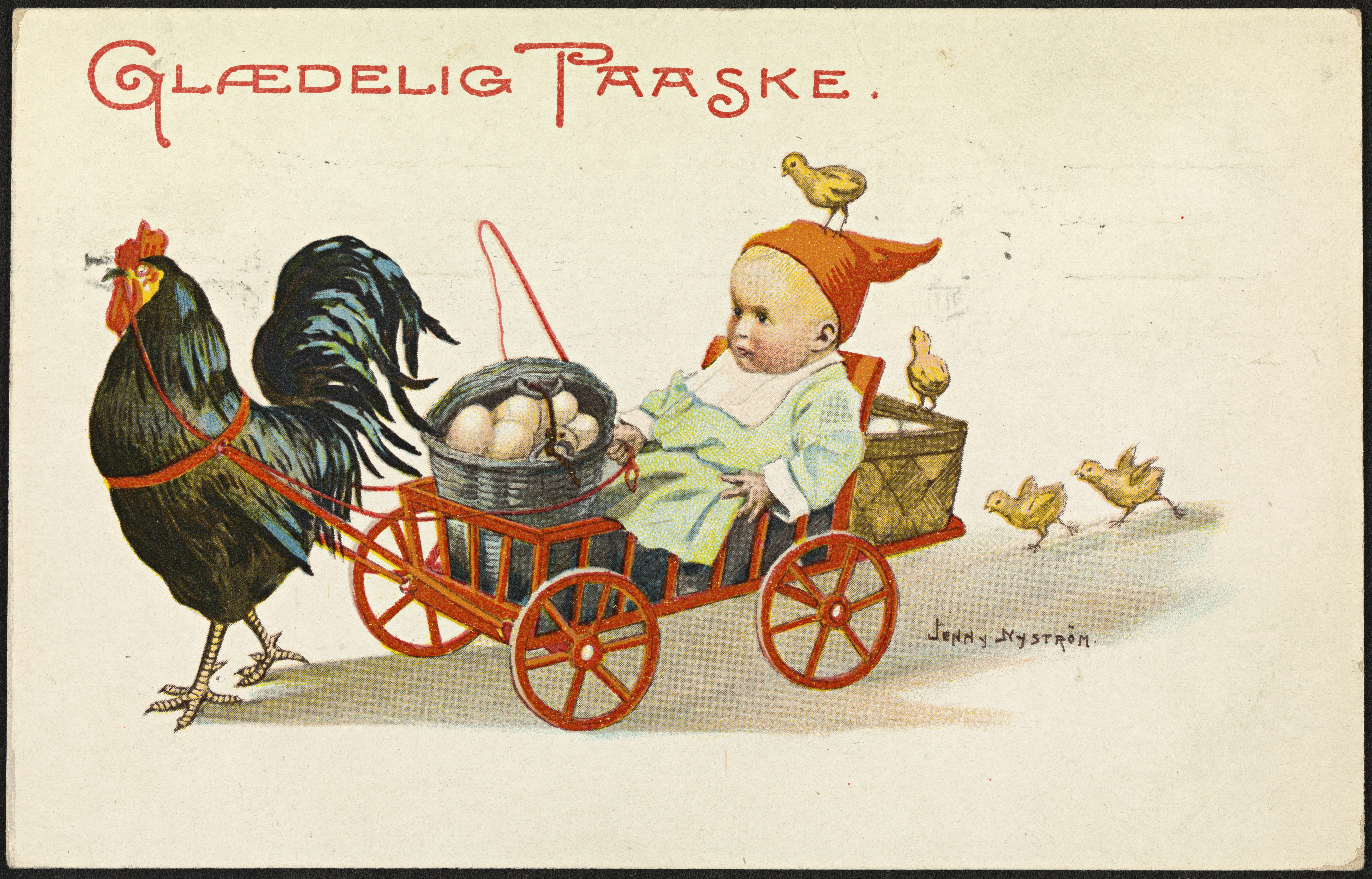
Haan en kuikens, Noorwegen, ca. 1909-1911
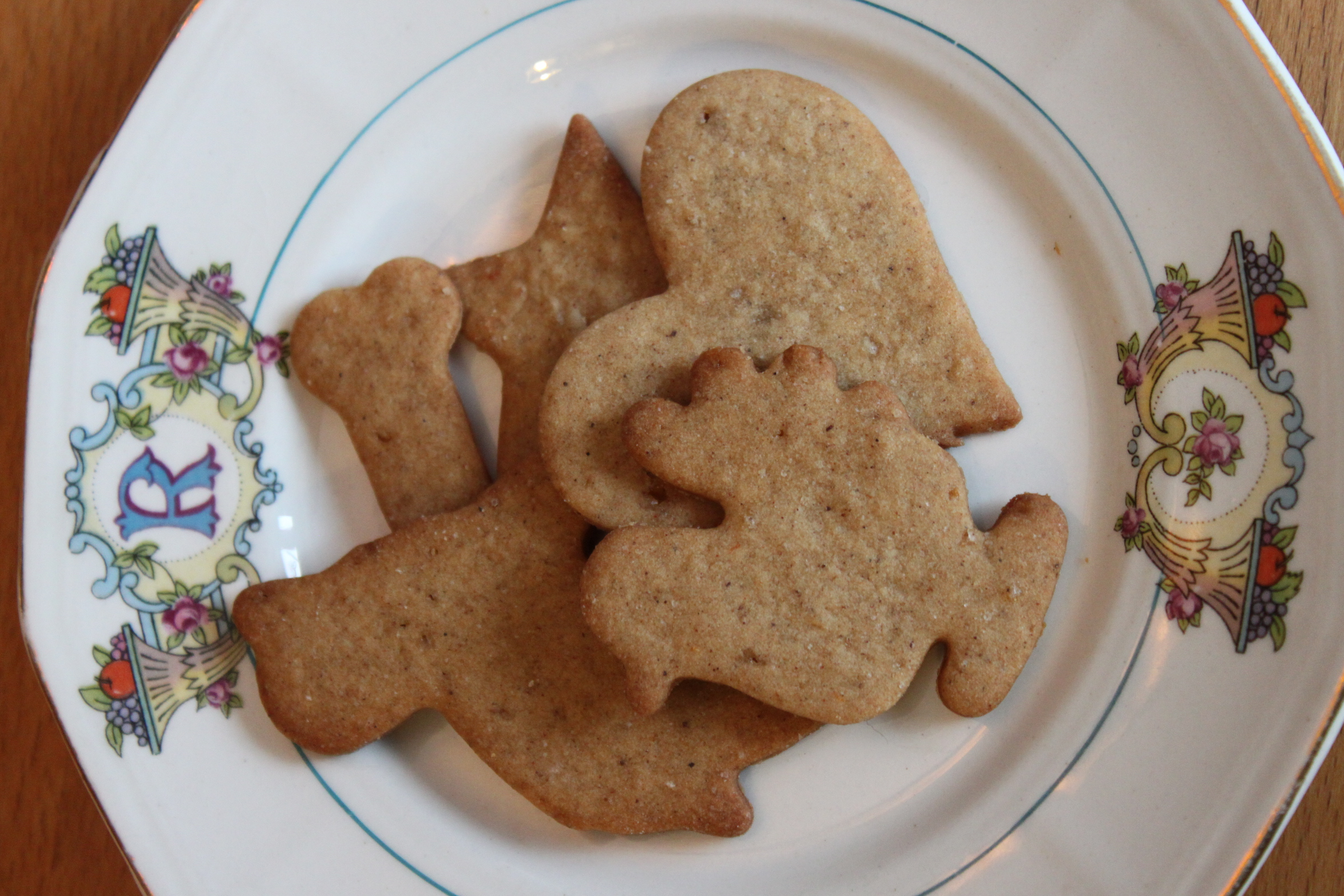
Paaskoekjes uit Scandinavië, 2010

## Trivia
- Andere fictieve figuren die verbonden zijn aan feestdagen, zijn Sinterklaas en de van hem afgeleide Kerstman.
- In Australië wordt sinds 1968 een langoorbuideldas gepromoot als de Paaslangoorbuideldas (Easter Bilby), omdat de uitheemse konijnen grote schade aan de inheemse natuur aanrichten.
- In de Betuwe wordt soms aan kinderen verteld dat de paashaas in het najaar met zijn mandje op zijn rug hazelnoten gaat plukken.